# Mars 2012 en sport
Cette page concerne l'actualité sportive du mois de mars 2012

## Faits marquants

### Samedi17 mars
- rugby à XV : l'équipe du pays de Galles remporte le Tournoi des Six Nations en dominant la France 16 à 9 lors du dernier match. Avec cinq victoires en autant de matchs, les Gallois réalisent le onzième Grand Chelem de leur histoire[9].

### Dimanche18 mars
- rugby à XV : les Leicester Tigers remporte la septième édition de la Coupe anglo-galloise en battant les Northampton Saints en finale sur le score de 26 à 14[10].

### Samedi24 mars
- Combiné nordique : À Courchevel, Jason Lamy-Chappuis remporte le championnat de France devant Geoffrey Lafarge et Sébastien Lacroix[11].

### Dimanche25 mars
- rugby à sept : les Fidji remportent la cinquième étape des IRB Sevens World Series disputée à Hong Kong. Les Fidjiens battent la Nouvelle-Zélande en finale sur le score de 35 à 28 et se retrouvent à deux points derrière les Néo-Zélandais qui conservent leur première place au classement général[12].